# Vincenzo della Marra
Vincenzo della Marra, CRL (1645 – 27 de abril de 1712) foi um prelado católico romano que serviu como bispo de Alessano (1695–1712).

## Biografia
Vincenzo della Marra nasceu em 1645 em Nápoles, na Itália, e foi ordenado sacerdote nos Cónegos Regulares da Congregação do Santíssimo Salvador de Latrão. No dia 16 de maio de 1695, foi nomeado Bispo de Alessano durante o papado de Inocêncio XII. A 23 de maio de 1695, foi consagrado bispo por Ferdinando d'Adda, Cardeal-Sacerdote de San Clemente, com Carolus de Tilly, Bispo de Acerra, e Sebastiano Perissi, Bispo de Nocera de' Pagani, servindo como co-consagradores. Marra serviu como Bispo de Alessano até à sua morte a 27 de abril de 1712.